# Ayacucho
Ayacucho (fondata con il nome San Juan de la Frontera de Huamanga e nota anche come Huamanga) è una città peruviana, capitale della provincia di Huamanga e della regione di Ayacucho. Ha una popolazione di 93.000 abitanti che arrivano a circa 150.000 con l'area metropolitana.

## Amministrazione

### Gemellaggi
Ayacucho è gemellata con le seguenti città:
- Verona, Italia
- Avezzano, Italia